# Christian (rivière)
Pour les articles homonymes, voir Christian.
La rivière Christian est un cours d'eau d'Alaska, aux États-Unis située dans la  région de recensement de Yukon-Koyukuk. C'est un affluent  du fleuve Yukon.

## Description
Longue de 140 milles (225 km), elle prend sa source au sud-ouest de la montagne Shark Edge, et coule en direction du sud pour se jeter dans le fleuve Yukon, à 17 milles (27 km) au nord-ouest de Fort Yukon.
Son nom a été référencé pour la première fois en 1909 par A.G. Maddren, de l'United States Geological Survey.

## Sources
- (en) « Christian (rivière) », Geographic Names Information System